# Marslanden (Zwolle)
De Marslanden is een bedrijventerrein langs het Almelose Kanaal in Zwolle.
De naam van het bedrijventerrein is waarschijnlijk afkomstig van de benaming voor de stadsweide in vroegere tijden: Marsch. De eerste plannen voor het bedrijventerrein werden ontworpen door planoloog Sam van Embden. Rond 1960 werd het in gebruik genomen. In de loop van de tijd is het bedrijventerrein steeds verder uitgebreid en zodoende opgeschoven naar het zuiden.
De Marslanden ligt ten zuidoosten van het centrum van Zwolle en wordt ontsloten door diverse wegen, waarvan de N35 de belangrijkste is. Op het terrein zijn een aantal cateringbedrijven, een regionaal postsorteercentrum, een distributiecentrum voor een supermarkt, een autosloopbedrijf alsmede een gevangenis gesitueerd.

## Fotogalerij

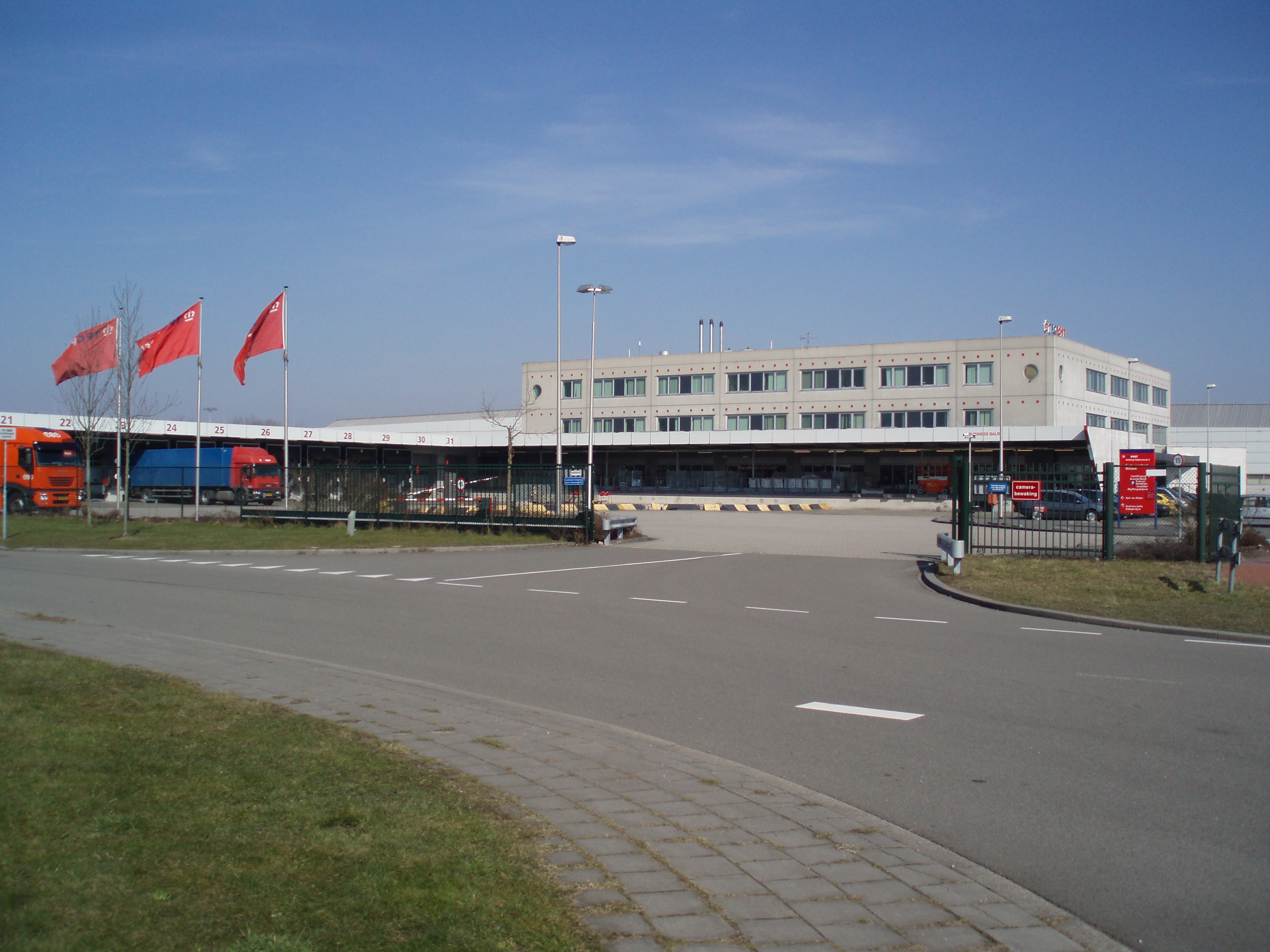
Postsorteercentrum Post NL
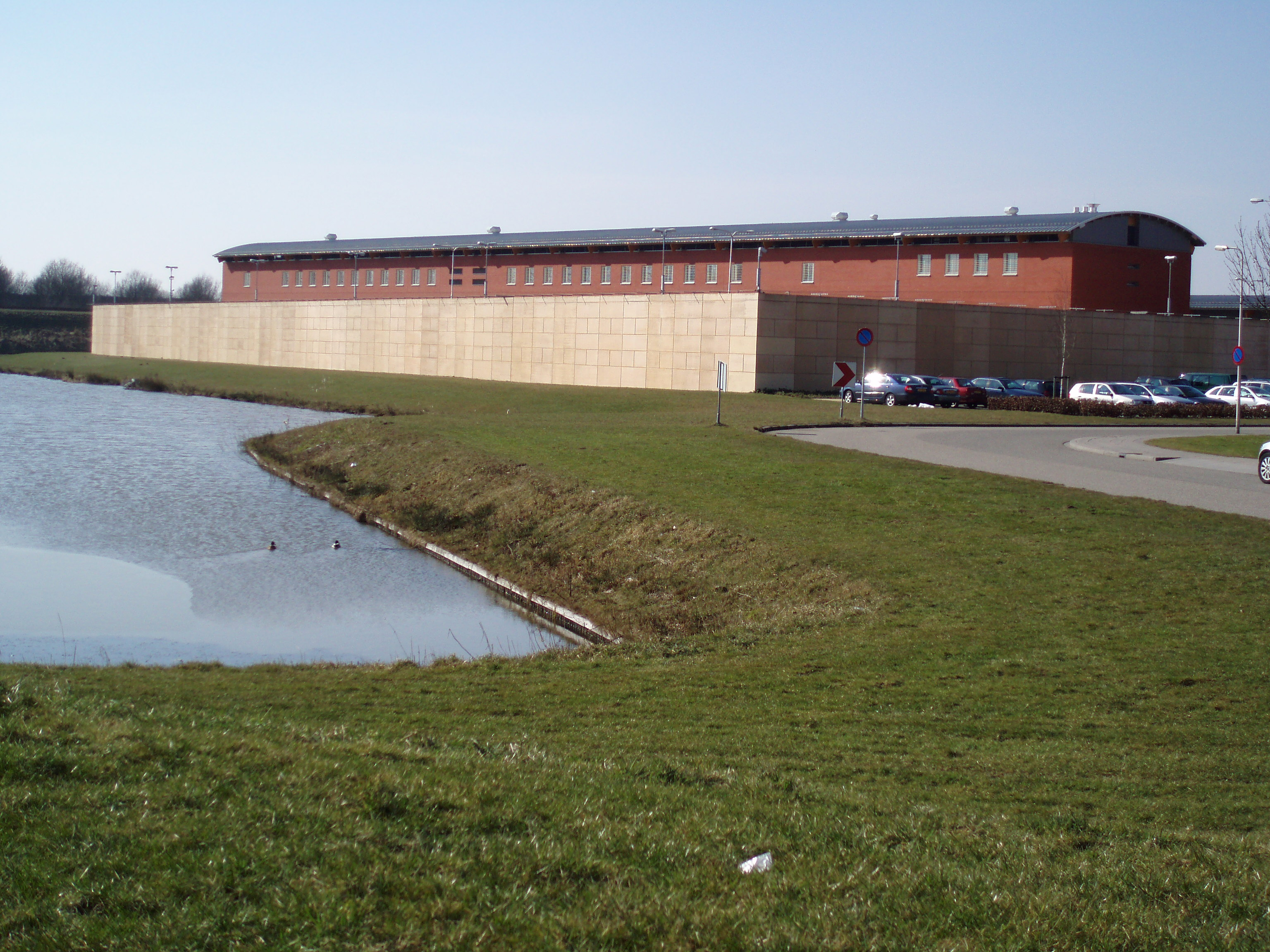
Penitentiaire Inrichting
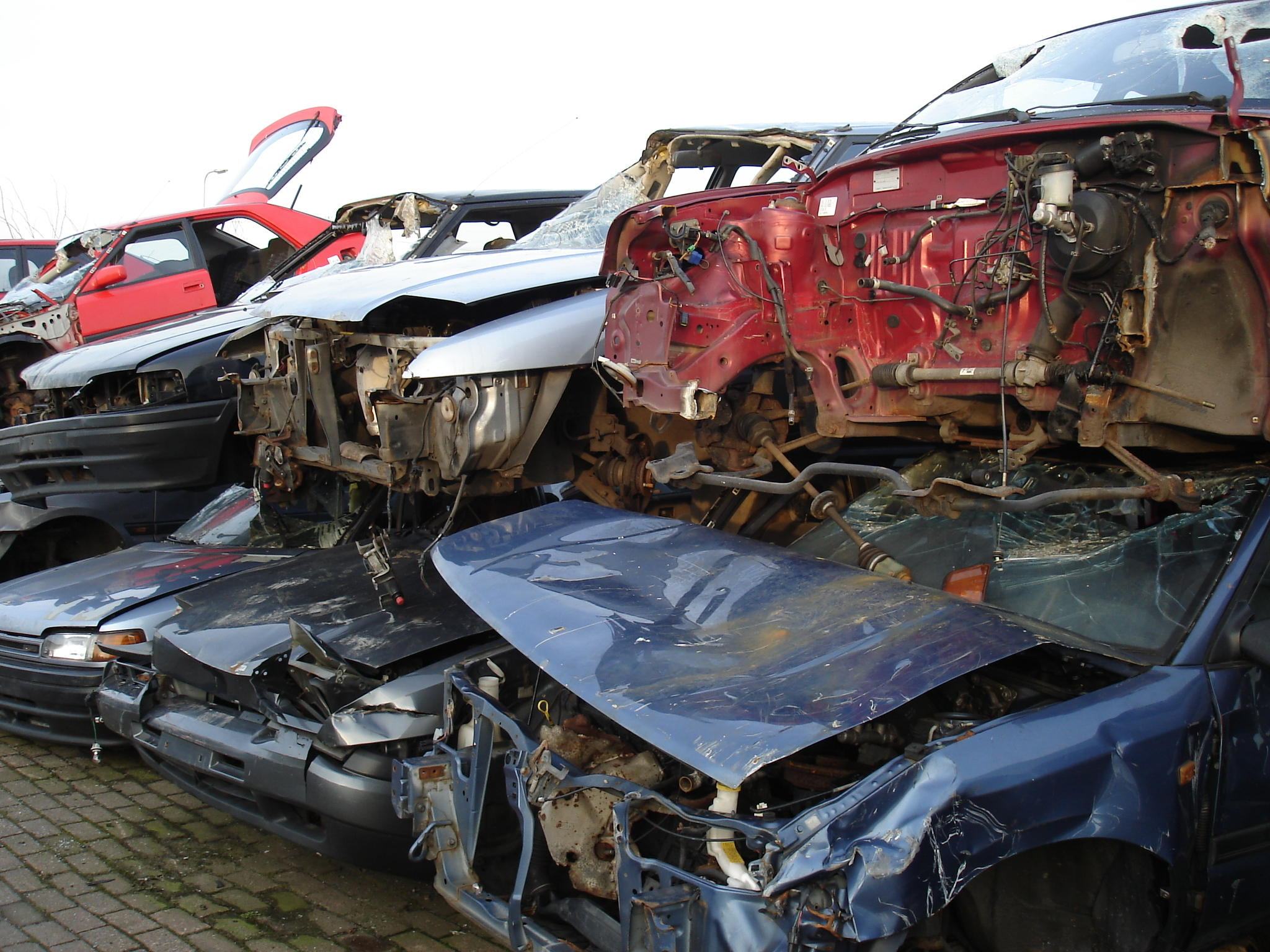
Autodemontagebedrijf De Mars

Wijken: Aa-landen · Assendorp · Berkum · Binnenstad · Diezerpoort · Hanzeland · Holtenbroek · Ittersum · Kamperpoort-Veerallee · Marsweteringlanden · Poort van Zwolle · Schelle · Soestweteringlanden · Stadshagen · Vechtlanden · Westenholte · Wipstrik

Buurten: Aalanden-Midden · -Noord · -Oost · -Zuid · Bagijneweide · Berkum · Binnenstad-Noord · -Zuid · Bollebieste · Breecamp · Breezicht · Brinkhoek · De Tippe · Dieze-Centrum · Frankhuis · Gerenbroek · Gerenlanden · Geren · Haerst · Hanzeland · Harculo en Hoog-Zuthem · Herfte · Het Noorden · Hogenkamp · Holtenbroek I · II · III · IV · Indische Buurt · Ittersumerbroek · Ittersumerlanden · Kamperpoort  · Katerveer-Engelse Werk · Langenholte · Mastenbroek · Meppelerstraatweg-Zuid · Milligen · Nieuw-Assendorp · Noordereiland · Oldenelerbroek · Oldenelerlanden-Oost · -West · Oud-Assendorp · Oud-Westenholte · Oud Ittersum · Oud Schelle · Pierik · Schelle-Zuid en Oldeneel · Schellerbroek · Schellerhoek · Schellerlanden · Schildersbuurt · Schoonhorst · Spoolde · Stadsbroek · Stationsbuurt · Tolhuislanden · Veerallee · Veldhoek · Vreugderijk · Werkeren · Westenholte-Stins · Wezenlanden · Wijthmen · Windesheim · Wipstrik-Noord · -Zuid · Zwolle-Zuid

Bedrijventerreinen: Floresstraat · Hanzeland · Hessenpoort · Marslanden (-Noord · -Zuid) · Oosterenk · Voorst (Voorst-A · Voorst-B · Voorst-C) · Voorsterpoort · De Vrolijkheid